# Mk 32 短魚雷発射管

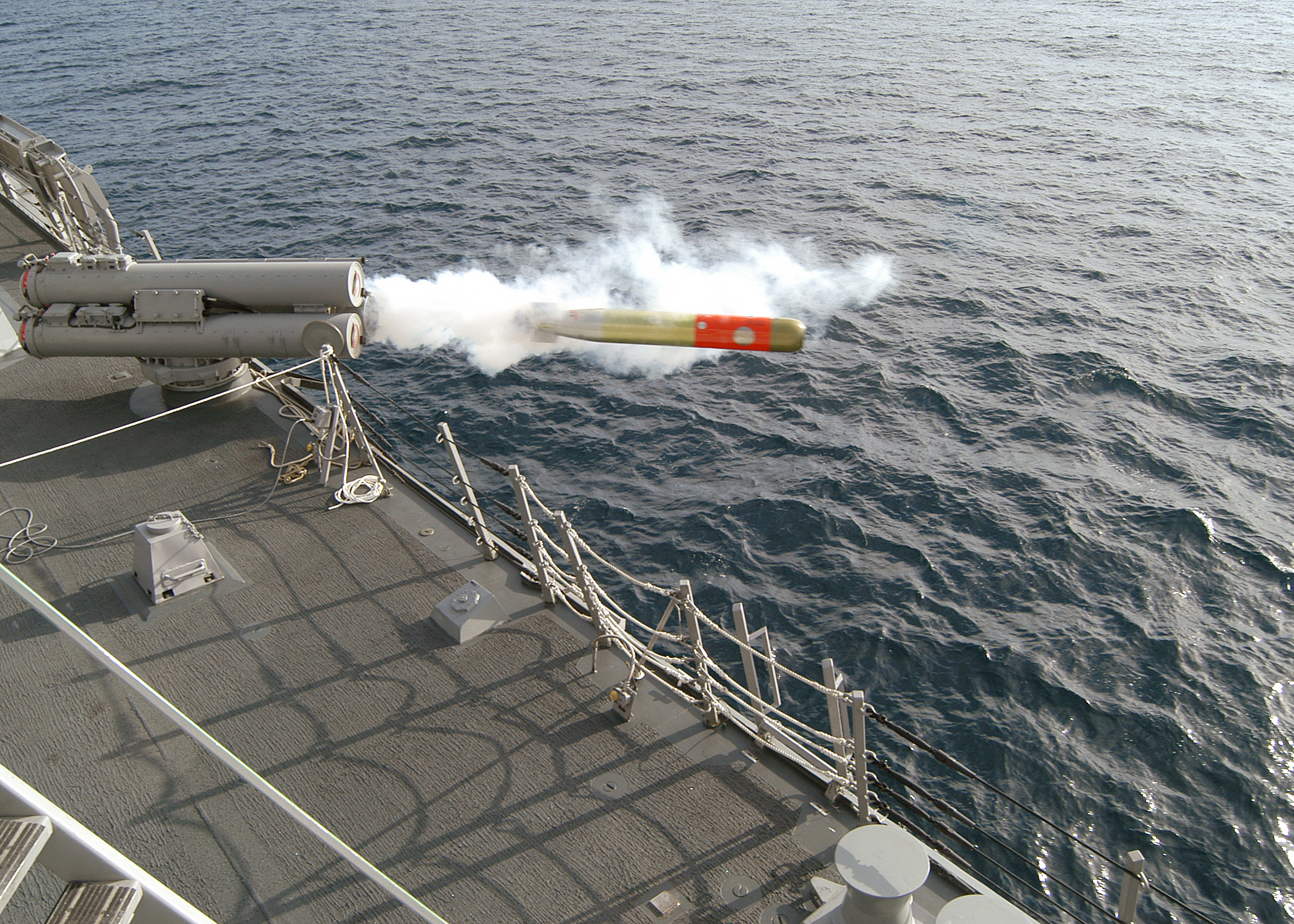
Mk.46 mod 5 短魚雷を発射するMk.32 mod 15 短魚雷発射管

Mk.32 魚雷発射管（英語: Mark 32 Surface Vessel Torpedo Tubes, SVTT）は、アメリカ海軍が開発した水上艦装備の魚雷発射管。324mm口径であり、Mk.46やMk.50、Mk.54などの短魚雷を使用する。
アメリカ海軍のほか、日本の海上自衛隊をはじめとして、西側諸国の海軍で広く使用されており、近距離用対潜兵器のデファクトスタンダードのひとつである。

## 来歴
第二次世界大戦後、アメリカ海軍は、新世代の対潜兵器としてアクティブ音響ホーミング式の誘導魚雷の開発に着手しており、水上艦用のMk.32は1940年代中盤より、また、航空魚雷としてのMk.43は1950年より配備されていた。しかし、これらはいずれも低速であり、信頼性にも問題があった。このことから、これらを更新するための第2世代の短魚雷として開発されたのがMk.44である。開発は1952年ごろより着手され、1956年までに完了した。
第一世代の水上艦用短魚雷であるMk.32は横抱き式の落射機を用いて発射されていたが、Mk.44では、トラディショナルな魚雷発射管を用いて発射することとなった。この発射管として開発されたのがMk.32である。

## 構成
Mk.32は、基本的に、俵積みにされた3本の管体と旋回装置・発射装置・伝達装置等から構成される（Mod.9のみ固定式・連装）。重量は、Mod.5では空虚重量2,230ポンド (1,010 kg)、Mk.44魚雷を装填して3,110ポンド (1,410 kg)、Mk.46魚雷を装填して3,754ポンド (1,703 kg)、Mk.50魚雷を装填して4,450ポンド (2,020 kg)とされる。また日本の68式では総重量1,275 kgとされている。
3連装発射管は、Mod.15以外では人力で旋回し、舷外に向けられる。旋回可能角度は、右連管は0～190度、左連管は360～170度である。旋回中に発射されないように内部ロックが付されている。また固定式のMod.9や遠隔操作式のMod.15では、前扉が開く前に発射しないように、やはり内部ロックが付されている。
魚雷の射出は空気によって行われる。発射空気圧は70–140 kgf/cm2 (6.9–13.7 MPa)で、管口雷速は13メートル毎秒以上である。発射用の圧縮空気は、各発射管の後尾に嵌め込まれた球形の金属缶アキュムレーターから供給される。
Mk.32は長期間にわたって使用されていることから、継続的な改良を受けている。
Mod.2
Mod.0をもとに訓練装置や管体を再設計したものである。管体は、全ガラス繊維強化プラスチック製ではなく、金属製の管体とプラスチック製の入子によって構成されるようになった。
Mod.5, 6
Mk.102、Mk.105またはMk.111水中攻撃指揮装置に対応したバージョンである。
Mod.7, 8
Mk.114またはMk.116水中攻撃指揮装置に対応したバージョンである。
Mod.9
固定式の連装発射管である。
Mod.14
Mod.7と類似するが、より即応性を向上させている。
Mod.15
Mod.7と類似するが、無人化・完全遠隔操作化されたバージョンである。
Mod.16
自衛用のMk.46 SSTD（Surface Ship Torpedo Defense）用として開発されたバージョンであるが、Mk.46 SSTDの開発は中止された。
Mod.17, 18
Mod.5, 7からの改修型であり、新型のMk.50短魚雷の発射に対応した。
Mod.5～9ではMk.264またはMk.309魚雷調定管制装置、Mod.14ではMk.331発射信号盤またはMk.329魚雷調定管制装置による管制を受ける。また発射は、基本的には発射指揮装置により電気的に行なうが、Mod.15以外の機種であれば、管側において手動でも行なうことができる。

## 運用と搭載艦
アメリカ合衆国
- 原子力ミサイル巡洋艦「ロングビーチ」
- オールバニ級ミサイル巡洋艦
- リーヒ級ミサイル巡洋艦
- 原子力ミサイル巡洋艦「ベインブリッジ」
- ベルナップ級ミサイル巡洋艦
- 原子力ミサイル巡洋艦「トラクスタン」
- カリフォルニア級原子力ミサイル巡洋艦
- バージニア級原子力ミサイル巡洋艦
- タイコンデロガ級ミサイル巡洋艦
- フレッチャー級駆逐艦[注 1]
- アレン・M・サムナー級駆逐艦[注 1]
- ギアリング級駆逐艦[注 2]
- ファラガット級ミサイル駆逐艦
- フォレスト・シャーマン級駆逐艦
- ミッチャー級駆逐艦
- スプルーアンス級駆逐艦
- チャールズ・F・アダムズ級ミサイル駆逐艦
- キッド級ミサイル駆逐艦
- アーレイ・バーク級ミサイル駆逐艦
- DDG(X)
- ブロンシュタイン級フリゲート
- ガーシア級フリゲート
- ブルック級ミサイルフリゲート
- ノックス級フリゲート
- オリバー・ハザード・ペリー級ミサイルフリゲート

 アルジェリア海軍
- エル・エルラディ級フリゲート

 イギリス
- 42型駆逐艦
- 21型フリゲート
- 22型フリゲート
- 23型フリゲート
- 26型フリゲート

 イスラエル
- サール5型コルベット

 イタリア
- アンドレア・ドーリア級巡洋艦
- インパヴィド級駆逐艦
- アウダーチェ級駆逐艦
- デ・ラ・ペンネ級駆逐艦

 オーストラリア
- パース級駆逐艦
- ホバート級駆逐艦
- リアンダー級フリゲート
- アデレード級フリゲート
- アンザック級フリゲート
- ハンター級フリゲート

 オランダ
- ファン・スペイク級フリゲート
- トロンプ級フリゲート
- コルテノール級フリゲート
- カレル・ドールマン級フリゲート
- デ・ゼーヴェン・プロヴィンシェン級フリゲート

 カナダ
- アナポリス級駆逐艦
- イロクォイ級ミサイル駆逐艦
- ハリファックス級フリゲート

 ギリシャ
- エリ級フリゲート
- イドラ級フリゲート

 韓国
- 忠北級駆逐艦
- 広開土大王級駆逐艦
- 李舜臣級駆逐艦
- 世宗大王級駆逐艦
- 蔚山級フリゲート
- 仁川級フリゲート
- 大邱級フリゲート
- 東海級コルベット
- 浦項級コルベット

 スペイン
- バレアレス級フリゲート
- サンタ・マリア級フリゲート
- アルバロ・デ・バサン級フリゲート
- デスクビエルタ級コルベット
- ボニファス級フリゲート

 ポルトガル
- アルミランテ・ペレイラ・ダ・シルヴァ級フリゲート
- ジョアン・ベーロ級フリゲート
- バッティスタ・デ・アンドラーデ級コルベット[注 3]
- ヴァスコ・ダ・ガマ級フリゲート

 タイ
- プーミポン・アドゥンヤデート級フリゲート

 中華民国（台湾）
- 富陽級駆逐艦
- 基隆級駆逐艦
- 済陽級フリゲート
- 成功級フリゲート
- 康定級フリゲート
- 沱江級コルベット

 ドイツ
- リュッチェンス級駆逐艦
- ブレーメン級フリゲート
- ブランデンブルク級フリゲート
- ザクセン級フリゲート

 トルコ
- ヤウズ級/バルバロス級/サーヒリレイス級フリゲート
- G級フリゲート

 デンマーク海軍
- アブサロン級多目的支援艦
- イーヴァル・ヒュイトフェルト級フリゲート

 バングラデシュ海軍
- フリゲート「バンガバンドゥ」

 フランス海軍
- アミラル・ロナルク級駆逐艦

## アメリカ国外での派生型

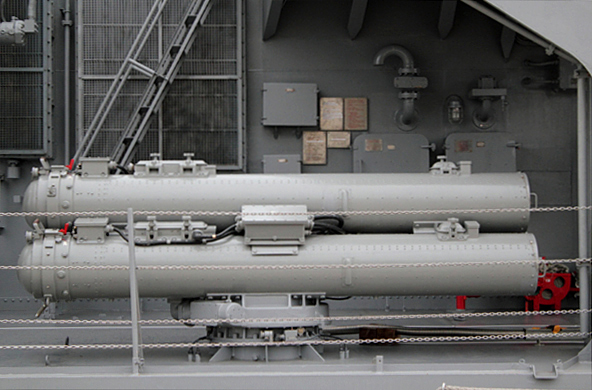
「しまかぜ」に搭載されているHOS-301発射管

### STWS
イギリスでは、リンボー対潜迫撃砲の後継として、Mk.32の自国版を配備した。1975年に配備されたSTWS-1では、Mk.44とMk.46魚雷にしか対応していなかったが、1981年に配備されたSTWS-2ではスティングレイの運用に対応した。発射管そのものはPMW49Aと称される。またSTWS-3では、軽量化を図って連装化されている。

### B.515
イタリアのホワイトヘッド社は、イタリア海軍のMk.44 mod.2を更新するためにA244を開発した。また魚雷発射管の国産化も図っており、これにより開発されたのがB.515である。B.515 3連装発射管2基とSPS-104発射指揮装置により構成されるシステムはILAS-3と称される。

### 68式
海上自衛隊では、Mk.44 Mod.1短魚雷の導入に伴い、昭和36年度計画駆潜艇（後期うみたか型・みずとり型）および同年度護衛艦（後期いすず型）よりMk.32を導入した。計画年度は同じだが、駆潜艇のほうが早く建造が進むことから、こちらが海自での初搭載となった。これはアメリカ海軍から購入した図面を渡辺鉄工に官給して国内で生産したものであり、当初はMk.43とMk.44の両方を想定して、上下・左右に4本の溝を持つ仕様で製造をスタートした。その後、海上自衛隊ではMk.43が不採用となったため、「ひよどり」（39PC）搭載の15・16号機からは上下2本の溝を持つ仕様となり、また「あさぐも」（39DDK）搭載の21・22号機からは発射気蓄器の肉厚を減少して軽量化した。ただしこの気蓄器は他の高圧気蓄器と同様の鋼製であり、ガラス繊維強化プラスチックを使っていたアメリカ製品と比して依然として重く、結果として、魚雷を装填していない空体時の発射管の重心位置が旋回ベアリングの外側に来てしまって後部側が重くなり、旋回ハンドルの操作に大きな力が必要となっていた。
これらの日本国内製造品は、当初は水上発射管HOS-301と呼称されていた。その後、内局より「制式化された装備品でなければ部隊の使用に供してはならない」との指導があったことから、1968年4月30日に制式要項が定められ、昭和44年度の特別改造で「あやなみ」が搭載した39・40号機より68式3連装短魚雷発射管となった。制式化後は調達実施本部仕様書に基づいて調達されることになったが、この仕様書の改訂が煩雑なこともあって、あまり改善がなされずに、長期間に渡って同一仕様で調達されることになった。特に課題となったのが魚雷保温のための管体ヒーターの絶縁保持であり、構造上防水が難しかったためにヒーター回路を常時「断」としている艦艇が多かったものの、実装魚雷を搭載して行動する海域に寒冷地が含まれるようになってきたことから、この解決が懸案事項となった。昭和56年度より、寒冷地対策および重心位置修正を主眼とする大規模な改修が実施されることになり、あわせて調達実施本部仕様書ではなく海上自衛隊仕様書によって調達することになった。これによって新造艦用に調達した発射管が水上発射管HOS-301(C)であり、「あさゆき」（57DD）より装備された。またその後、Mk.46の発射に必要な所定の機能を付与した水上発射管HOS-301(D)が調達されるようになった。既就役艦の68式なども順次に同仕様に改修され、こちらもHOS-301(D)と称されている。
そしてこんごう型護衛艦（63DDG）では、戦闘場面で暴露甲板において乗員作業が必要な武器は3連装短魚雷発射管しか残っていなかったことから、これも甲板上での作業をできるだけ減らせるように、発射直前に行う「切換弁操作レバー」の操作を遠隔実施可能なように改修した水上発射管HOS-302が採用された。また水上発射管HOS-303では97式魚雷の発射に対応した。
搭載艦
- はるな型護衛艦
- しらね型護衛艦
- ひゅうが型護衛艦
- あきづき型護衛艦 (初代)
- ミサイル護衛艦「あまつかぜ」
- たちかぜ型護衛艦
- はたかぜ型護衛艦
- こんごう型護衛艦
- あたご型護衛艦
- まや型護衛艦
- やまぐも型護衛艦
- みねぐも型護衛艦
- たかつき型護衛艦
- いすず型護衛艦
- ちくご型護衛艦
- 護衛艦「いしかり」
- ゆうばり型護衛艦
- はつゆき型護衛艦
- あさぎり型護衛艦
- あぶくま型護衛艦
- むらさめ型護衛艦
- たかなみ型護衛艦
- あきづき型護衛艦 (2代)
- あさひ型護衛艦
- もがみ型護衛艦
- みずとり型駆潜艇
- うみたか型駆潜艇

## 登場作品

### 映画・テレビドラマ
『ザ・ラストシップ』
架空のアーレイ・バーク級ミサイル駆逐艦「ネイサン・ジェームズ」に搭載されたMk.32が、襲撃してくる架空のアスチュート級原子力潜水艦「アキレス」に対して使用され、Mk.54を発射する。
『バトルシップ』
アーレイ・バーク級ミサイル駆逐艦「ジョン・ポール・ジョーンズ」に搭載されたMk.32が、エイリアンの侵略兵器に対する一斉攻撃時に使用され、Mk.54を発射する。

### アニメ・漫画
『ジパング』
第二次世界大戦時へタイムスリップする架空のイージス護衛艦「みらい」の搭載兵器として68式が登場。CICから遠隔操作することが可能となっている。しかし、漫画版では動かすことはあっても短魚雷を発射することはなく、アニメ版では第1話にて、「みらい」と同型艦の「あすか」がアメリカ海軍との合同演習中に短魚雷を発射しているが、「みらい」の短魚雷発射管が使用されることはなかった。
『沈黙の艦隊』
ニューヨーク沖海戦にて、ベルナップ級ミサイル巡洋艦「フォックス」に搭載されたMk.32が、原子力潜水艦「やまと」に対して使用される。
『名探偵コナン 絶海の探偵』
架空のあたご型護衛艦「ほたか」に搭載された68式が、公開演習終了直前に接近してきた味方に属さない潜水物に対して、威嚇射撃で閃光魚雷を発射するために使用される。エンドロールでは、あたご型護衛艦「あたご」に搭載されたものが実写で登場する。

### 小説
『日本国召喚』
護衛艦「たかなみ」の搭載兵器として68式が登場。
雷撃を仕掛けてきたグラ・バルカス帝国軍潜水艦への反撃に使用され、97式魚雷を発射する。
『亡国のイージス』
架空のイージス護衛艦「いそかぜ」の搭載兵器として68式が登場。CICからの遠隔操作が可能なタイプであり、水中から「いそかぜ」に接近してきた防衛庁情報局（DAIS）の特殊部隊に対してMk.46を発射し、これを壊滅させる。
映画版では、敵が罠を張って待ち伏せしていることから、「いそかぜ」を秘匿追尾していた架空のおやしお型潜水艦「せとしお」に特殊部隊の投入を中止するよう警告を送るため、主人公たちが「いそかぜ」に搭載されたものを使用する。
『ルーントルーパーズ 自衛隊漂流戦記』
異世界に飛ばされた架空のイージス護衛艦「いぶき」の搭載兵器として68式が登場。
襲い来る邪龍レヴィアタンに対して使用され、97式魚雷を発射する。